# Фущич Вільгельм Ілліч
Вільгельм Ілліч Фущич (18 грудня 1936, Сільце — 7 квітня 1997, Київ) — український науковець-математик, засновник української школи групового аналізу. Доктор фізико-математичних наук, професор, член-кореспондент НАН України.

## Біографія
Народився 18 грудня 1936 року в селі Сільце (нині Берегівського району Закарпатської області). В 1958 році закінчив Ужгородський університет, в 1963 році аспірантуру Інституту математики. Учень професора Остапа Парасюка.
У 1964 році захистив кандидатську, а у 1971 році — докторську дисертацію. Після закінчення аспірантури працював в Інституті математики НАН України, а з 1978 року по 1997 рік був завідувачем відділу прикладних досліджень цього ж інституту. У 1987 році обраний член-кореспондентом НАН України.

Могила Вільгельма Фущича

Серед учнів Вільгельма Фущича — професори Віктор Лагно, Іван Юрик, Анатолій Нікітін, Ірина Єгорченко, Роман Попович тощо.
У 1996 році, після повернення з закордонного відрядження, зробив свою останню доповідь на Вченій раді Інституту, присвяченій його 60-річчю. Невдовзі після цього він тяжко захворів і помер 7 квітня 1997 року. Похований на Байковому кладовищі (ділянка № 49а, 50°24′59.2″ пн. ш. 30°30′5.4″ сх. д. / 50.416444° пн. ш. 30.501500° сх. д.).

## Нагороди
Лауреат Премії імені М. М. Крилова за цикл робіт «Аналітичні методи дослідження динамічних систем» (1987).
У 2001 році В. I. Фущичу (посмертно) присуджено Державну премію України в галузі науки і техніки.